# Luis Carrero Blanco
Luis Carrero Blanco (Santoña, 4 de março de 1904  — Madrid, 20 de dezembro de 1973) foi um militar e político espanhol. Ocupou diversos cargos no governo franquista; foi assassinado em um atentado da ETA quando era presidente do governo de Espanha durante a etapa final dessa ditadura.

## Formação
Ingressou na Escola Naval em 1918 contando com 14 anos e participou da campanha de Marrocos de 1924-1926.

## A Guerra Civil
Ao começar a Guerra Civil fugiu por temor a ser executado por milícias republicanas e refugiou-se nas embaixadas do México e França, até conseguir em junho de 1937 evadir-se para a zona sublevada. Situado no comando do destróier Huesca e, posteriormente, de um submarinho, chegou a ser chefe de Operações do Estado-Maior da Marinha.

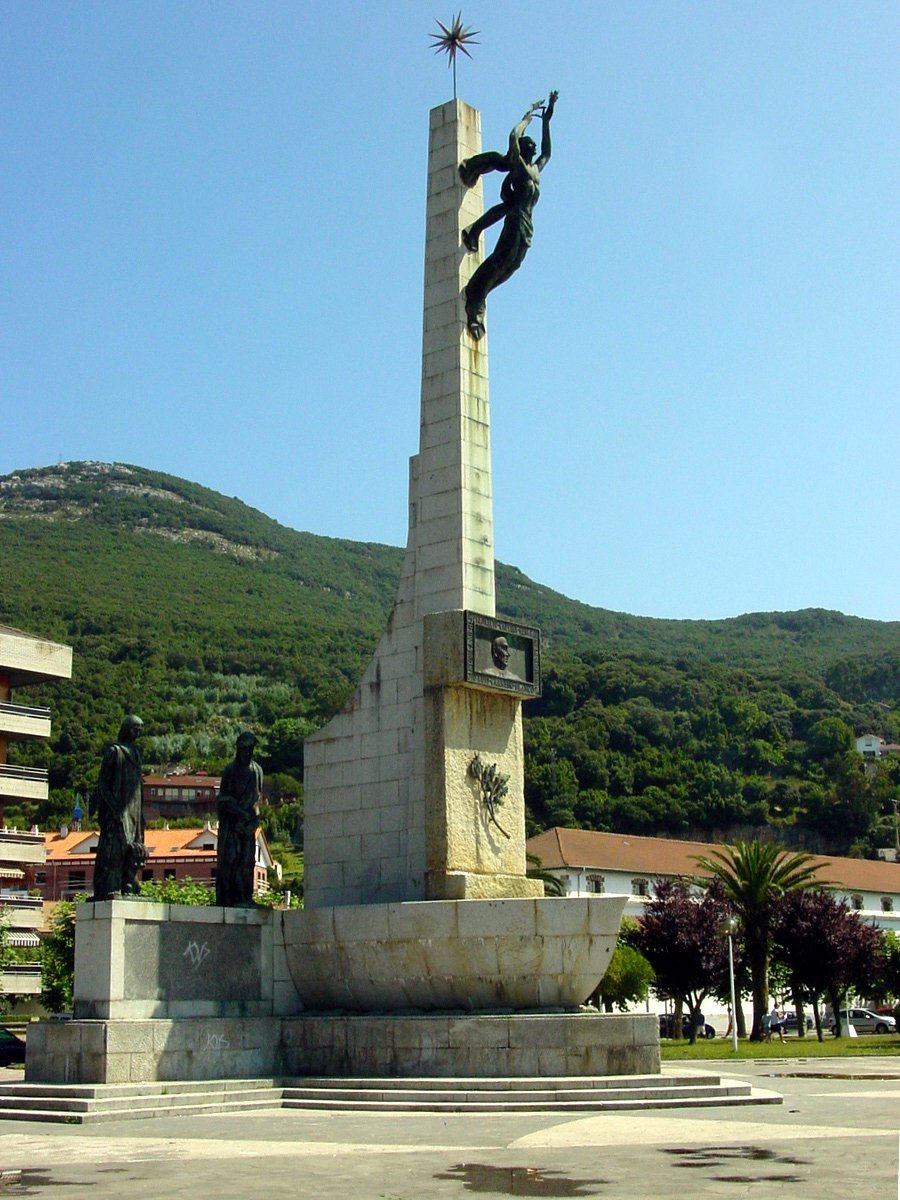
Monumento a Luis Carrero Blanco em sua cidade natal.

## Cargos de Governo
Em 1940 redigiu um informe recomendando a neutralidade espanhola na II Guerra Mundial. Desde então tornou-se homem de confiança de Franco, foi nomeado Subsecretário (1941) e Ministro da Presidência (1951), logo Vice-presidente (1967), o que implicou um acréscimo crescente do seu peso específico no governo do Estado. No seu trabalho procurou limitar a influência dos falangistas, promoveu a modernização econômica e administrativa do Estado, embora sempre dentro do franquismo, e apoiou o planejamento da sucessão monárquica do regime, na figura de Juan Carlos I.
Em junho de 1973 foi nomeado Presidente do governo, o que fazia pensar que se tornaria no homem forte do Estado à morte do ditador e no pilar sobre o qual se sustentaria o franquismo sem Franco, mas o seu falecimento a 20 de dezembro de 1973 num atentado perpetrado por ETA em Madrid abortou essas expetativas.

## Assassinato: a "Operação Ogro"
"Operação Ogro" foi o nome em chave com o que ETA denominou a este magnicídio. Os membros de ETA deslocaram-se até Madrid e alugaram um porão no número 104 da Rua Claudio Coello; a partir dali escavaram um túnel até o centro da quadra, onde colocaram cerca de 100 quilogramas de Goma-2 que fizeram explodir, em 20 de dezembro de 1973, o carro de Carrero Blanco, quinze minutos antes do começo do julgamento contra dez membros do então sindicato clandestino Comissões Operárias, conhecido como "Processo 1001".
A explosão, que acabou com a vida de Carrero Blanco, foi tão violenta que o carro voou pelos ares e caiu na açotéia de um edifício anexo à igreja onde assistira à missa momentos antes. Também faleceram outras duas pessoas, o inspetor de Polícia José Antonio Bueno Fernández, e o condutor do veículo, José Luis Pérez Mogena.
Carrero Blanco, que sido advertido da possibilidade de sofrer um atentado recusara aumentar as suas escassas medidas de segurança; o seu horário e os seus itinerários eram invariáveis e o carro no que se deslocava não estava blindado.

O objetivo do atentado, segundo indicava o comunicado no que ETA assumia a sua autoria, era intensificar as divisões então existentes no seio do regime franquista entre os "aberturistas" e os "puristas". Segundo declarações posteriores de Txikia, um dos membros do comando, Carrero Blanco era "uma peça fundamental" e "insubstituível" do regime e representava o "franquismo puro": 
| “ | A execução em si tinha um alcance e uns objetivos claríssimos. A partir de 1951 Carrero ocupou praticamente a chefia do Governo no regime. Carreiro simbolizava melhor que ninguém a figura do «franquismo puro» e sem se ligar totalmente a nenhuma das tendências franquistas, visava puxar paulatinamente o Opus Dei para o poder. Homem sem escrúpulos, montou conscienciosamente o seu próprio Estado dentro do Estado: criou uma rede de informadores dentro dos Ministérios, do Exército, da Falange e mesmo dentro da própria Opus Dei, a sua polícia conseguiu meter-se em todo o aparelho de estado franquista. Foi tornando-se assim no elemento chave do sistema e numa peça fundamental do jogo político da oligarquia. Por outro lado, chegou a ser insubstituível, pela sua experiência e capacidade de manobra e porque ninguém conseguia como ele manter o equilíbrio interno do franquismo […] | ” |

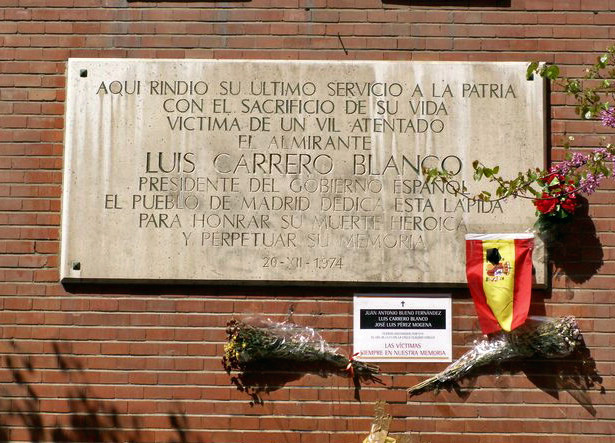
Placa em honra a Carrero Blanco no lugar onde sofreu o atentado que acabou com a sua vida.

A complexidade do atentado fez suspeitar que talvez outras organizações estiveram implicadas, estando a CIA entre as mais mencionadas, o que foi desmentido pelos próprios autores do atentado.
A única pessoa que supostamente viu o conhecido como "homem da gabardina branca" que entregou os horários e rotas de Carrero Blanco no "Hotel Mindanao" de Madrid, foi assassinado em 1978 por uma organização paramilitar, o Batalhão Basco-Espanhol. Assim mesmo, um dos supostos autores materiais do atentado foi assassinado pouco depois.

## Consequências
O magnicídio teve grande repercussão na Espanha da época, sendo muito diversos os sentimentos que provocou e as suas consequências políticas posteriores.